# قطعنامه ۱۸۶۸ شورای امنیت
قطعنامه  ۱۸۶۸ شورای امنیت سازمان ملل متحد که در تاریخ ۲۳ مارس ۲۰۰۹ تصویب شد، سندی بین‌المللی دربارهٔ اوضاع در افغانستان است. این قطعنامه طی نشست ۶۰۹۸ام با ۱۵ رای موافق، ۰ مخالف و ۰ ممتنع تصویب شد.